# Centre tibétain pour les droits de l'homme et la démocratie
Créé en 1996, le Centre tibétain pour les droits de l'homme et la démocratie ou CTDDH (en anglais Tibetan Centre for Human Rights and Democracy ou TCHRD) est, selon son directeur Urgen Tenzin, « la première ONG tibétaine en exil à s'être donné pour mission de promouvoir et de défendre les droits de l'homme au Tibet ainsi que d'enseigner et promouvoir les principes de la démocratie dans la communauté tibétaine en exil ». ONG de loi indienne, elle a son siège à Dharamsala en Inde et est placée sous le patronage du 14e dalaï-lama. Elle reçoit l'essentiel de son budget de fonctionnement de la fondation allemande Heinrich-Böll-Stiftung.

## Présentation

### Statut
Le CTDDH est une organisation non gouvernementale de loi indienne, fondée en 1996 sous la section 2 de l'Indian Societies Registration Act (1860) et ayant son siège à Dharamsala en Inde,. Elle affirme être indépendante du gouvernement tibétain en exil (GTE) aussi appelé Administration centrale tibétaine (ACT). Elle a été fondée à partir du Desk for Human Rights and Democracy dirigé par le ministère des Affaires étrangères tibétaines, sous le statut juridique d'ONG étendant ses possibilités d'actions politiques au niveau international, lui permettant de ne pas être nécessairement alignée avec la politique de l'ACT. Peter Ferdinand, professeur en politique et études internationales à l'université de Warwick, la décrit comme étant affiliée à celui-ci. Elle déclare avoir pour parrain le 14e dalaï-lama.

### Objectifs et activités
Selon son directeur Urgen Tenzin, le CTDDH est « la première ONG tibétaine en exil à s'être donné pour mission de promouvoir et de défendre les droits de l'homme au Tibet ainsi que d'éduquer et promouvoir les principes de la démocratie dans la communauté tibétaine en exil »,.
Le CTDDH déclare assister à la Commission des droits de l'homme de l'ONU et participer à des conférences internationales pour informer sur la situation des droits de l'homme au Tibet,. Toutefois, en 2002, il n'a pas obtenu son accréditation en tant qu'observateur de la préparation du Sommet mondial pour le développement durable organisé par les Nations unies. En 2008, le CTDDH a annulé sa participation à la session de juin du Conseil des droits de l'homme des Nations unies à Genève, ou il devait soumettre un rapport.
Il déclare mener des enquêtes régulières et systématiques sur les violations des droits de l'homme au Tibet et publie des documents sur les différents problèmes rencontrés dans ce domaine par les Tibétains au Tibet.
Il organise des ateliers, séminaires, débats et campagnes visant, selon ses termes, à susciter au sein de la communauté tibétaine en exil une culture des droits de l'homme et de la démocratie.
Il est très actif dans le secteur de l'éducation en exil afin de promouvoir la conception que l'administration centrale tibétaine a de la démocratie. À cet effet, il organise des ateliers dans les écoles et publie des documents didactiques.

### Financement
Depuis sa fondation en 1996, le CTDDH reçoit l'essentiel de son budget de fonctionnement de la Fondation Heinrich-Böll,. Le CTDDH dépend aussi, dans une moindre mesure, d'autres  sources de financement comme la Dotation nationale pour la démocratie (18 000 dollars en 2013 et 38 500 en 2014), ainsi que de dons individuels pour les petits projets et des activités telles que les ateliers et les campagnes,. Le CTDH compte également des membres dont les cotisations sont maintenues à un minimum pour encourager les gens à adhérer au CTDDH et pour leur permettre de recevoir des informations sur la situation des droits de l'homme au Tibet.

### Présidence
Entre 1996 et 2002, Lobsang Nyandak, à l'époque membre du parlement tibétain en exil et vice-président/secrétaire du Parti démocratique national du Tibet, a été le président du CTDDH. Madame Tsewang Lhadon lui a succédé en 2002. Urgen Tenzin (ou Urgyen Tenzin), un ancien député du Parlement tibétain en exil, lui a succédé. Tsering Tsomo est la présidente de l'association.